# Кузнецово (Куйбышевский район)
Кузнецово — исчезнувшая деревня в Куйбышевском районе Новосибирской области. Снята с учета решением Новосибирского облсовета народных депутатов № 236 от 06.05.1988 г.

## География
Располагалась на левом берегу реки Кама, в 29 км к северо-востоку от села Кама.

## История
Основана в 1790 году. В «Списке населенных мест Томской губернии» упоминается как казённая деревня при речке Каме в Каинском уезде в 65 вёрстах от уездного города, в которой насчитывалось 17 дворов и проживало 203 человека. В 1926 году состояла из 130 хозяйств. Центр Кузнецовского сельсовета Верх-Ичинского района Барабинского округа Сибирского края.

## Население
По переписи 1926 г. в деревне проживало 629 человек (299 мужчин и 330 женщин), основное население — русские.